# Mesoleuca bimacularia
Mesoleuca bimacularia là một loài bướm đêm trong họ Geometridae.